# Ceradocus shoemakeri
Ceradocus shoemakeri is een vlokreeftensoort uit de familie van de Maeridae. De wetenschappelijke naam van de soort is voor het eerst geldig gepubliceerd in 1973 door Fox.